# Мрак, Тина
Ти́на Мрак (словен. Tina Mrak, род. 6 февраля 1988 года, Копер, Югославия) — словенская яхтсменка-шкипер, выступающая в классе 470. Двукратная чемпионка Европы (2015 и 2018), призёр чемпионата мира 2017 года. Участница Олимпийских игр 2012, 2016, 2020 и 2024 годов.
Начинала карьеру в классах «Оптимист» и «Европа».
На Олимпийских играх 2012 года вместе с Теей Черне заняла 18-е место среди 20 экипажей в классе 470. На Олимпийских играх 2016 года вместе с Вероникой Макароль заняла шестое место в классе 470, выиграв при этом медальную гонку. На Олимпийских играх 2020 года вместе с Вероникой Макароль заняла пятое место в классе 470. На Играх 2024 года класс 470 стал смешанным, Тина выступала в экипаже с Якобом Божичем, словенцы заняли 18-е место среди 19 экипажей.

## Результаты на Олимпийских играх
| Игры                 | Возраст | Класс | Экипаж            | Место |
| -------------------- | ------- | ----- | ----------------- | ----- |
| 2012 Лондон          | 24      | 470   | Тея Черне         | 18    |
| 2016 Рио-де-Жанейро  | 28      | 470   | Вероника Макароль | 6     |
| 2020 Токио           | 32      | 470   | Вероника Макароль | 5     |
| 2024 Париж (Марсель) | 36      | 470   | Якоб Божич        | 18    |